# Folarin Balogun
Folarin Jerry Balogun (* 3. července 2001 New York) je americký profesionální fotbalista, který hraje na pozici útočníka za klub AS Monaco FC a za americký národní tým.
Narodil se ve Spojených státech, nicméně na mládežnické úrovni reprezentoval Anglii. V roce 2023 se rozhodl reprezentovat na seniorské úrovni svou rodnou zemi.

## Klubová kariéra
Balogun se narodil v New Yorku, ve dvou letech nicméně s rodinou emigroval do Londýna. Jeho rodiče se narodili v Nigérii.

### Arsenal
Balogun nastoupil do akademie Arsenalu ve věku osmi let. V únoru 2019 podepsal s klubem svou profesionální smlouvu.
V červenci 2020, poté, co se nedohodl na nové smlouvě s Arsenalem, byl spojován s přestupem do Brentfordu, ze kterého však nakonec sešlo.
Svého debutu v dresu Arsenalu se dočkal 29. října 2020, když nastoupil jako střídající hráč v 74. minutě zápasu skupinové fáze Evropské ligy proti Dundalku. Svůj první gól vstřelil 26. listopadu 2020 v zápase proti Molde. 10. prosince pak gólem a asistencí přispěl k výhře 4:2 nad Dundalkem. 26. dubna 2021 podepsal Balogun s klubem novou dlouhodobou smlouvu.
Balogun debutoval v Premier League 13. srpna 2021 v utkání proti nově postoupivšímu Brentfordu (prohra 2:0). Balogun nastoupil také v zápase druhého kola proti Chelsea (prohra 2:0).

#### Middlesbrough (hostování)
Dne 12. ledna 2022 odešel Balogun na půlroční hostování do druholigového Middlesbrough. V klubu debutoval o tři dny později v zápase proti Readingu a svůj první gól v EFL Championship vstřelil 8. března při prohře 1:4 s Sheffieldem United. Celkově v dresu Middlesbrough odehrál 21 utkání, ve kterých vstřelil 3 branky.

#### Stade Reims (hostování)
V srpnu 2022 odešel na hostování do francouzského klubu Stade Reims. Balogun skóroval při svém debutu za klub 7. srpna, při prohře 1:4 s Marseille. O týden později proměnil penaltu při prohře 2:4 s Clermontem. Svoji střeleckou formu potvrdil i v následujícím zápase se Štrasburkem, kdy vstřelil jedinou branku svého týmu při remíze 1:1. 31. srpna z lavičky rozhodl o výhře svého týmu nad Angers, když nejprve v 70. minutě dal vítězný gól a o dvacet minut později asistoval na branku Alexise Flipse na konečných 4:2. 29. prosince vstřelil dvě branky při výhře 3:1 nad Stade Rennes. 29. ledna 2023 vstřelil Balogun vyrovnávací gól v nastaveném čase pči remíze 1:1 s Paris Saint-Germain. Byl to jeho jedenáctý gól v sezóně Ligue 1, což bylo nejvíce ze všech hráčů do 21 let v pěti nejlepších evropských ligách. O tři dny později zaznamenal Balogun svůj první hattrick při výhře 4:2 nad Lorientem a dostal se tak do čela tabulky střelců nejvyšší francouzské soutěže před Kylianem Mbappém a Jonathanem Davidem.

## Reprezentační kariéra
Balogun se narodil ve Spojených státech nigerijským rodičům a vyrůstal v Anglii, takže může reprezentovat všechny tři země na reprezentační úrovni. 16. května 2023 bylo oficiálně oznámeno, že bude reprezentovat USA.

## Statistiky
K 26. únoru 2023
| Klub                  | Sezóna  | Liga           | Liga   | Liga | Národní pohár | Národní pohár | Ligový pohár | Ligový pohár | Evropské poháry | Evropské poháry | Celkem | Celkem |
| Klub                  | Sezóna  | Liga           | Zápasy | Góly | Zápasy        | Góly          | Zápasy       | Góly         | Zápasy          | Góly            | Zápasy | Góly   |
| --------------------- | ------- | -------------- | ------ | ---- | ------------- | ------------- | ------------ | ------------ | --------------- | --------------- | ------ | ------ |
| Arsenal               | 2020/21 | Premier League | 0      | 0    | 0             | 0             | 1            | 0            | 5               | 2               | 6      | 2      |
| Arsenal               | 2021/22 | Premier League | 2      | 0    | 0             | 0             | 2            | 0            | —               | —               | 4      | 0      |
| Arsenal               | 2022/23 | Premier League | 0      | 0    | 0             | 0             | 0            | 0            | 0               | 0               | 0      | 0      |
| Arsenal               | Celkem  | Celkem         | 2      | 0    | 0             | 0             | 3            | 0            | 5               | 2               | 10     | 2      |
| Middlesbrough (host.) | 2021/22 | Championship   | 18     | 3    | 2             | 0             | 0            | 0            | —               | —               | 20     | 3      |
| Reims (host.)         | 2022/23 | Ligue 1        | 24     | 15   | 2             | 1             | —            | —            | —               | —               | 26     | 16     |
| Celkem                | Celkem  | Celkem         | 44     | 18   | 4             | 1             | 3            | 0            | 5               | 2               | 56     | 21     |